# Landek (hrad)
Landek je zaniklý hrad (dříve hradiště, tvrziště), které se nacházelo na vrchu Landek v Ostravě-Koblově.

## Historie
Dle svědectví Bavorského geografa z 9. století, v této lokalitě sídlil kmen Holasiců, který měl vybudován pás obranných hradišť: od Chotěbuze, Koblov (severovýchodní výběžek Landeku), Kylešovice, Hradec, Jaktař, Cvilín, Holasovice, Krnov-Kostelec a Víno.
Byly zde nalezeny střepy keramiky, při vykopávkách, a povrchovém sběru, které byly bohatě zdobeny vlnovkami, odborníky byly datovány do období 10.–11. století. Tyto archeologické stopy, společně se zbytky pravěkých osad , které se v minulosti na kopci také nacházely, jsou chráněny jako kulturní památka České republiky.
Za zakladatele hradu byl považován Přemysl Otakar II. Jednalo se o hraniční hrad nad soutokem řeky Odry a Ostravice. Hrad byl na Moravě. Výše proti toku řeky Ostravice, nad jejím soutokem s Lučinou, byl rovněž hraniční hrad v Opolsku, tedy dnešní Slezsko-ostravský hrad. Hrad byl čtyřhranný a se čtyřmi rohovými věžemi (bašty). Jako stavební materiál byl použit místní kámen. Ze tří stran byl obklopen hlubokými příkopy a jedna strana srázem k řece Odře. Směrem do Koblova byla vybudována příjezdová cesta se vstupní bránou, ze které se do dnešní doby zachovaly dva silné kamenné pilíře.
Hrad v Landeku sloužil k ochraně hranic českého království, k ochraně solné a jantarové stezky vedoucí kolem toku Odry a obchodní cesty z Opavy, přes Landek, Přívoz, Ostravu , Těrlicko, Těšín a Krakov.
První písemná zmínka je z 2. srpna 1297, kdy ho držel jako zeměpanské léno od opavského knížete Mikuláše I. Žibřid z Barutu. Hrad stál na hranicích mezi olomouckým biskupstvím a opolským knížectvím, což dokládá smlouva z roku 1297. Roku 1349 byl hrad v držení, jako léno, bývalého těšínského fojta Petra. Roku 1351 hrad získala, jako léno od Karla IV., manželka opavského knížete Mikuláše II. Juta Falkenberská. V průběhu 14. a 15. století byl hrad s krátkými přestávkami majetkem opavských knížat. Ve 14. století patřil k nejdůležitějším pevnostem opavského knížectví. V polovině 15. století patřil olešnicko-kozelským knížatům, kterým držení hradu potvrdil v roce 1459 Jiří z Poděbrad. Za česko-uherských válek neodolal hrad náporu uherských vojsk, byl rozbořen a k jeho obnově již nedošlo. V roce 1518 je hrad již uváděn jako zřícenina. Správa landeckého panství přešla pod město Hlučín. V 17. století se zde schovávaly loupežnické tlupy. Zbytek kamenů z hradu byl rozebrán obyvateli pro stavební účely, zejména jako základové zdivo.

### Legenda
V kronice obce Ludgeřovice byla zmínka o loupeživém rytíři, který přepadával povozy obchodníků. Rytíř, zvaný jako Schlick, zapříčinil, že všechen dobytek byl stažen z poplužních dvorů na hlučínský rynek a měšťané museli hájit město včetně zámku. Rytíř z Landeku se nespokojil pouze s loupeživými výpady, ale také přepadával se svými druhy zábavy a různé oslavy. Při tom odvlékal nejhezčí děvčata na Landek. Občanům se to nelíbilo, a tak si začali stěžovat. Když se stížnosti namnožily, bylo proti němu vysláno Opavské vojsko. Rytíři se ovšem podařilo uprchnout.

## Současnost
Hrad i slovanské sídliště jsou lokalizovány na katastru obce Koblova, ale archeologické nálezy jsou na katastru obce Petřkovice. V současné době je dochován pouze krátký úsek kamenného zdiva na východní straně jádra. Na místě hradu dnes stojí rozhledna.